# Ceratocanthus punctulatus
Ceratocanthus punctulatus är en skalbaggsart som beskrevs av Lansberge 1887. Ceratocanthus punctulatus ingår i släktet Ceratocanthus och familjen Hybosoridae. Inga underarter finns listade i Catalogue of Life.